# 多夫然卡河 (扎瓦德卡河支流)
多夫然卡河（烏克蘭語：Довжанка），是烏克蘭的河流，位於該國西部，屬於扎瓦德卡河的右支流，發源自克里韋東南面，流經利沃夫州，河道全長14公里，流域面積39平方公里。